# Gros-Chêne (métro de Rennes)
Pour les articles homonymes, voir Gros-Chêne.
Gros-Chêne est une station de la ligne B du métro de Rennes, située dans le quartier de Maurepas à Rennes dans le département français d'Ille-et-Vilaine en région Bretagne.
Mise en service en 2022, elle est conçue par les architectes Susan Dunne, Berranger & Vincent Architectes.
C'est une station, équipée d'ascenseurs, qui est accessible aux personnes à mobilité réduite.

## Situation sur le réseau
Établie en souterrain (tunnel profond) sous le boulevard Emmanuel Mounier à l'angle avec la rue de la Marbaudais sous le parvis de l'église Saint-Laurent, la station Gros-Chêne est située sur la ligne B, entre les stations Jules Ferry (en direction de Gaîté) et Les Gayeulles (en direction de Viasilva).

## Histoire

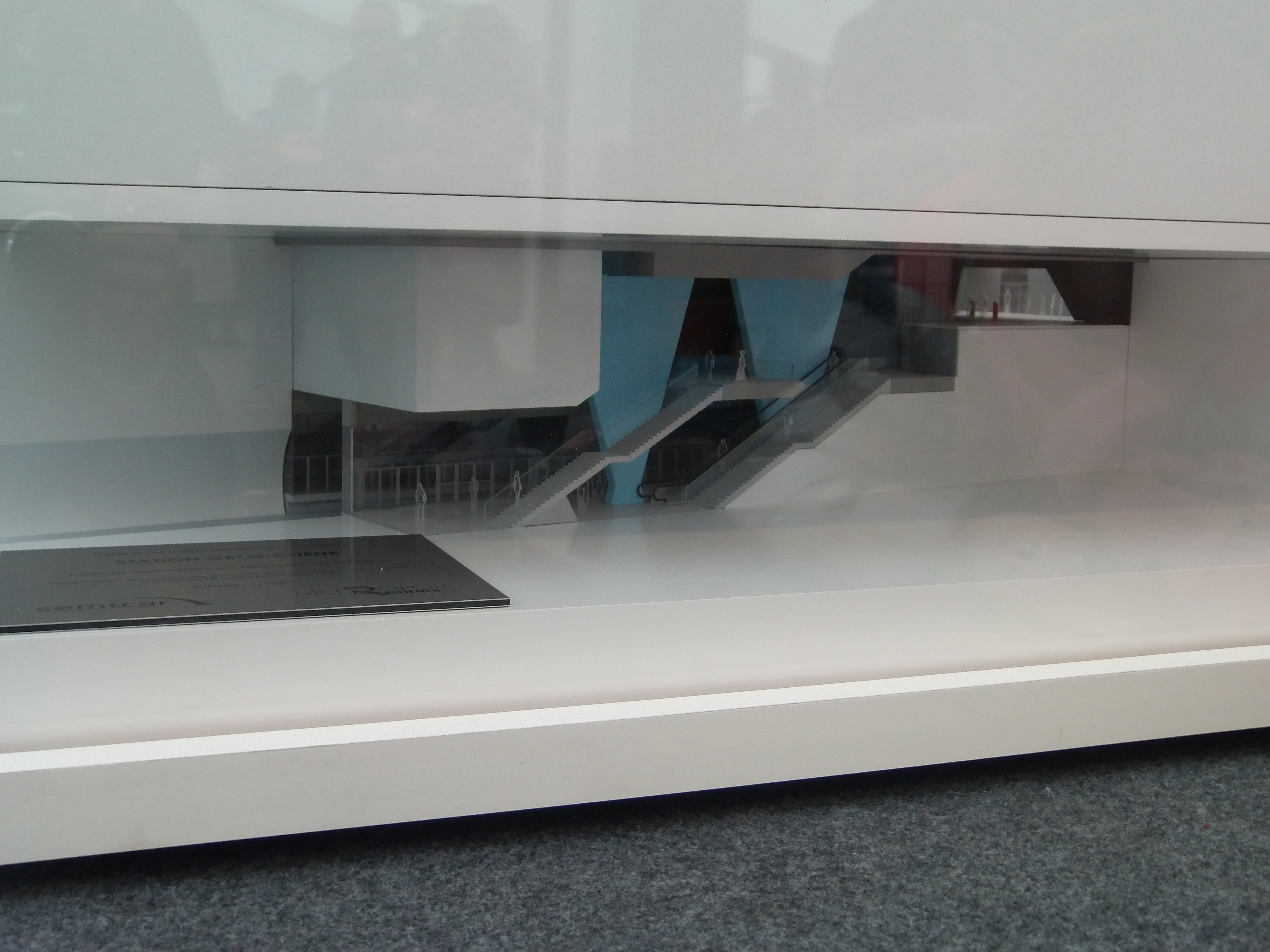
Maquette de la station, vue de l'intérieur.

La station Gros-Chêne est mise en service le 20 septembre 2022, lors de l'ouverture à l'exploitation de la ligne B. Son nom a pour origine le centre commercial du Gros-Chêne, qu'elle dessert. La station est réalisée par les architectes Susan Dunne en association avec Berranger & Vincent Architectes,, qui ont dessiné une station, dont les quais sont situés à 15,1 mètres sous la surface, et sur trois niveaux, : une salle des billets au niveau –1, une mezzanine intermédiaire au niveau –2 et les quais au niveau –3.
L'architecture de la station évoque son environnement : le béton travaillé et les diagonales évoquent le clocher de l'église Saint-Laurent, tandis que les carreaux bleus évoquent ceux habillant, au moment où la station a été dessinée, l'immeuble voisin rue de la Marbaudais. Ces derniers évoquent aussi le travail du mosaïste rennais Isidore Odorico.
Initialement appelée Emmanuel Mounier - Gros-Chêne, du nom du boulevard portant le nom du philosophe français (1905-1950) et du centre commercial voisin, la future station est rebaptisée Gros-Chêne en février 2011 après consultation des usagers.
La construction de la station a commencé le 16 février 2015,.
Elle est la huitième station atteinte par le tunnelier « Elaine », le 2 octobre 2017, en venant de la station Jules Ferry. Il quitte ensuite la station Gros-Chêne en direction de la station Les Gayeulles.
Le gros œuvre se poursuit jusqu'à l'été 2018, suivi par le second œuvre qui s'achève à la fin de l'année 2020 ; la signalétique est posée et les finitions sont effectuées jusqu'à l'été 2021,.
Les artistes françaises Isabelle Cornaro et Isabelle Arthuis ont réalisés un aménagement scénographique, baptisé Scènes I, de la future antenne du musée des beaux-arts de Rennes qui ouvrira en 2025 et du mobilier urbain entre cette même antenne et la station du métro,,,.

## Service des voyageurs

### Accès et accueil
La station compte une unique entrée au niveau -1 débouchant directement dans la salle des billets et accessible depuis une tranchée orientée nord-ouest - sud-est constituée de deux accès à chaque extrémité qui la relie au niveau de la rue :
- Accès no 1 « boulevard Emmanuel Mounier » : côté nord-ouest, qui dispose d'un escalier et d'un escalier mécanique ;
- Accès no 2 « rue de la Marbaudais » : côté sud-est, qui dispose d'un escalier et d'un ascenseur.

La station est équipée de distributeurs automatiques de titres de transport et de portillons d'accès couplés à la validation d'un titre de transport, afin de limiter la fraude. La décision a été confirmée lors du conseil du 30 avril 2015 de Rennes Métropole.

Les accès et les environs la station
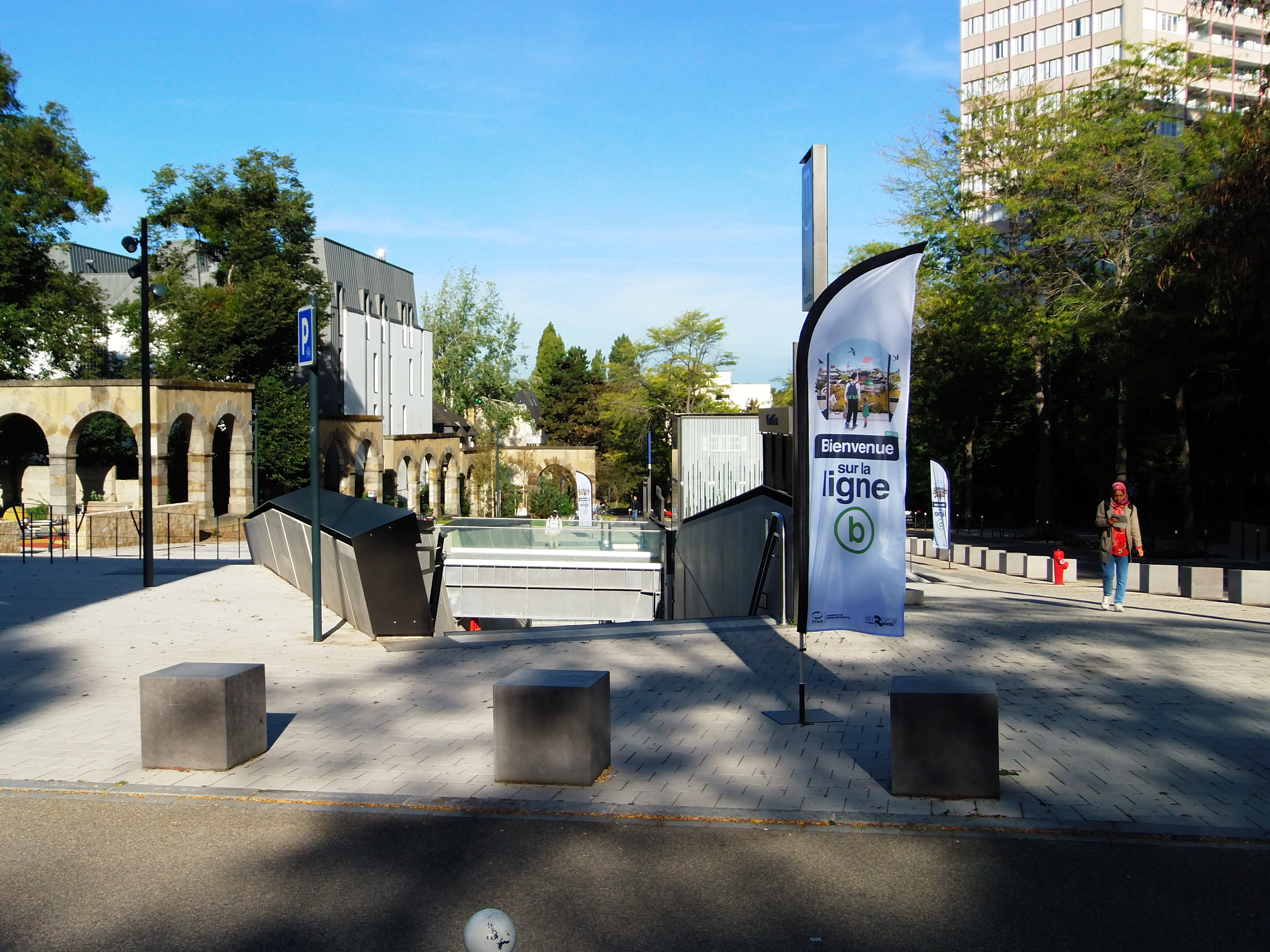
Les abords de la station.
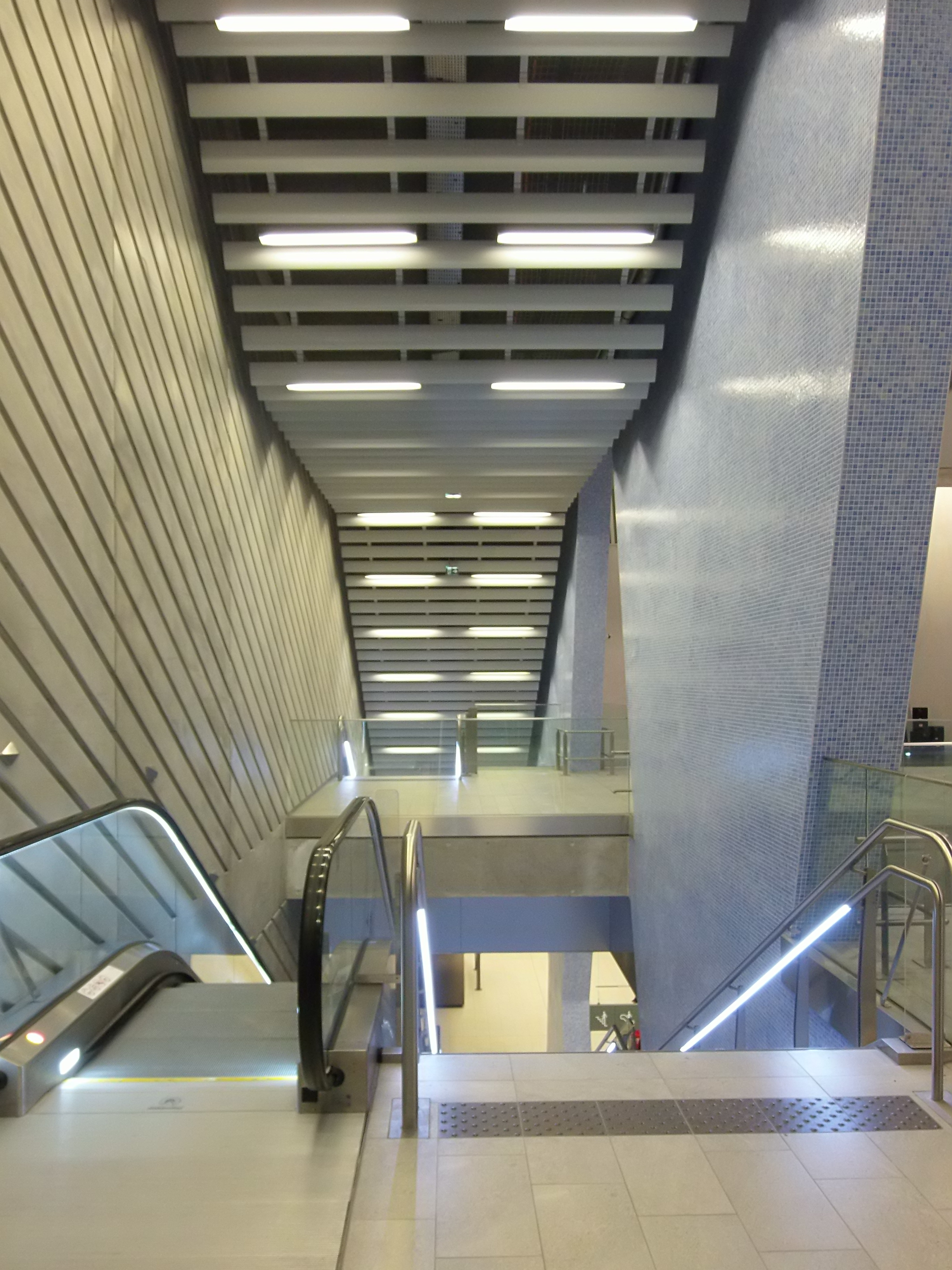
Escaliers d'accès.
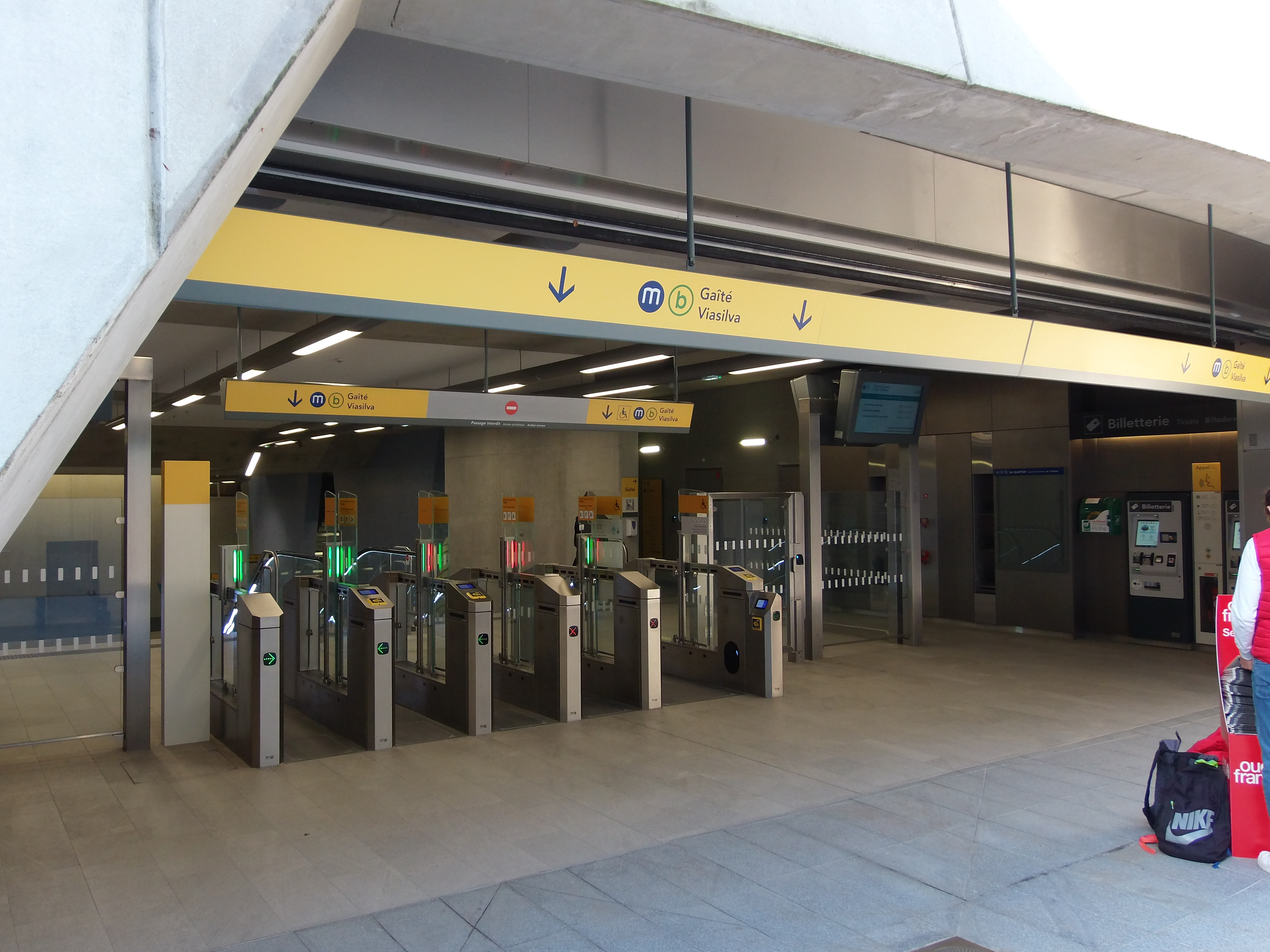
Portillons d'accès.

### Desserte
Gros-Chêne est desservie par les rames qui circulent quotidiennement sur la ligne B, avec une première desserte à 5 h 18 (7 h 23 les dimanches et fêtes) et la dernière desserte à 0 h 32 (1 h plus tard les nuits des jeudis aux vendredis, vendredis aux samedis et des samedis aux dimanches).

### Intermodalité
Une station STAR, le vélo est installée à proximité.
Elle est desservie par les lignes de bus C3 et 32.

## À proximité
La station dessert notamment :
- le centre commercial du Gros-Chêne ;
- l'église Saint-Laurent ;
- le lycée Jean-Baptiste-de-la-Salle ;
- le musée Maurepas.